# Gabriella Papadakis
Gabriella Marie-Hélène Papadakis (Clermont-Ferrand, 10 de mayo de 1995) es una deportista francesa que compite en patinaje artístico, en la modalidad de danza sobre hielo.
Participó en dos Juegos Olímpicos de Invierno, obteniendo dos medallas, plata en Pyeongchang 2018 y oro en Pekín 2022, en la prueba de danza sobre hielo (junto con Guillaume Cizeron).
Ganó seis medallas en el Campeonato Mundial de Patinaje Artístico sobre Hielo entre los años 2015 y 2022, y seis medallas en el Campeonato Europeo de Patinaje Artístico sobre Hielo entre los años 2015 y 2020.

## Palmarés internacional
| Juegos Olímpicos   | Juegos Olímpicos            | Juegos Olímpicos | Juegos Olímpicos  |
| Año                | Lugar                       | Medalla          | Prueba            |
| ------------------ | --------------------------- | ---------------- | ----------------- |
| 2018               | Pyeongchang (Corea del Sur) | Medalla de plata | Danza sobre hielo |
| 2022               | Pekín (China)               | Medalla de oro   | Danza sobre hielo |
| Campeonato Mundial |                             |                  |                   |
| Año                | Lugar                       | Medalla          | Categoría         |
| 2015               | Shanghái (China)            | Medalla de oro   | Danza sobre hielo |
| 2016               | Boston (Estados Unidos)     | Medalla de oro   | Danza sobre hielo |
| 2017               | Helsinki (Finlandia)        | Medalla de plata | Danza sobre hielo |
| 2018               | Milán (Italia)              | Medalla de oro   | Danza sobre hielo |
| 2019               | Saitama (Japón)             | Medalla de oro   | Danza sobre hielo |
| 2022               | Montpellier (Francia)       | Medalla de oro   | Danza sobre hielo |
| Campeonato Europeo |                             |                  |                   |
| Año                | Lugar                       | Medalla          | Categoría         |
| 2015               | Estocolmo (Suecia)          | Medalla de oro   | Danza sobre hielo |
| 2016               | Bratislava (Eslovaquia)     | Medalla de oro   | Danza sobre hielo |
| 2017               | Ostrava (República Checa)   | Medalla de oro   | Danza sobre hielo |
| 2018               | Moscú (Rusia)               | Medalla de oro   | Danza sobre hielo |
| 2019               | Minsk (Bielorrusia)         | Medalla de oro   | Danza sobre hielo |
| 2020               | Graz (Austria)              | Medalla de plata | Danza sobre hielo |